# Montfaucon (Gard)
Montfaucon è un comune francese di 1 425 abitanti situato nel dipartimento del Gard, nella regione dell'Occitania.

## Società

### Evoluzione demografica
Abitanti censiti